# Pope Field

i7
i11
i13
Pope Field ist eine Militäreinrichtung im Cumberland County, North Carolina. Die ehemalige Pope Air Force Base (kurz: Pope AFB) war ein Militärflugplatz der US Air Force und ist seit 2011 in den Stützpunkt Fort Bragg der US Army eingegliedert.

## Überblick

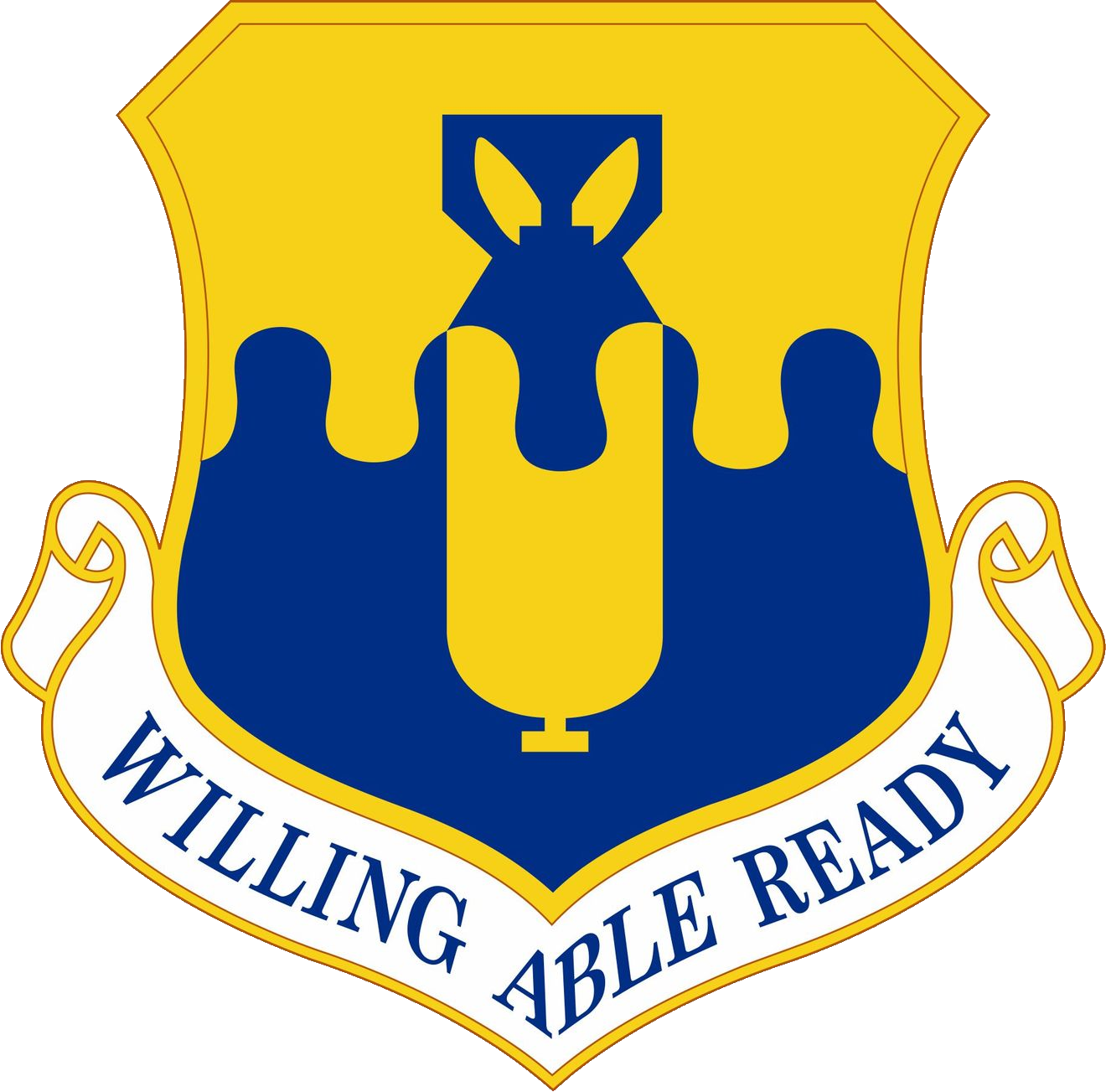
Wappen der 43rd Air Mobility Operations Group

Das Pope Field, liegt am nördlichen Rand von Fayetteville (North Carolina) und dem benachbarten Fort Bragg und ist laut United States Census Bureau 7,4 km² groß.
Die Basis spielt eine Schlüsselrolle für den weltweiten Lufttransport der US-Fallschirmjäger und militärischen Sondereinsatzverbände sowie bei der Bereitstellung und Entwicklung von Luftnahunterstützung (close air support).
Neben den militärischen Aufgaben wird über diesen Stützpunkt auch ein beträchtlicher Teil der US-amerikanischen Entwicklungs- und Humanitärhilfe abgewickelt.
Der Standort umfasst neben den modernsten Flugbetriebseinrichtungen insgesamt circa 450 einzelne Gebäude (Hangars, Depots, Kasernen und Ausbildungseinrichtungen) und hat eine Personalstärke von etwa 4.700 Militärangehörigen und ca. 650 Zivilangestellten.
Technisch ist die Basis in der Lage, sämtliche Transportflugzeuge zu versorgen, auszurüsten und in kürzester Zeit für einzelne Missionen zu beladen.

## Stationierte Einheiten

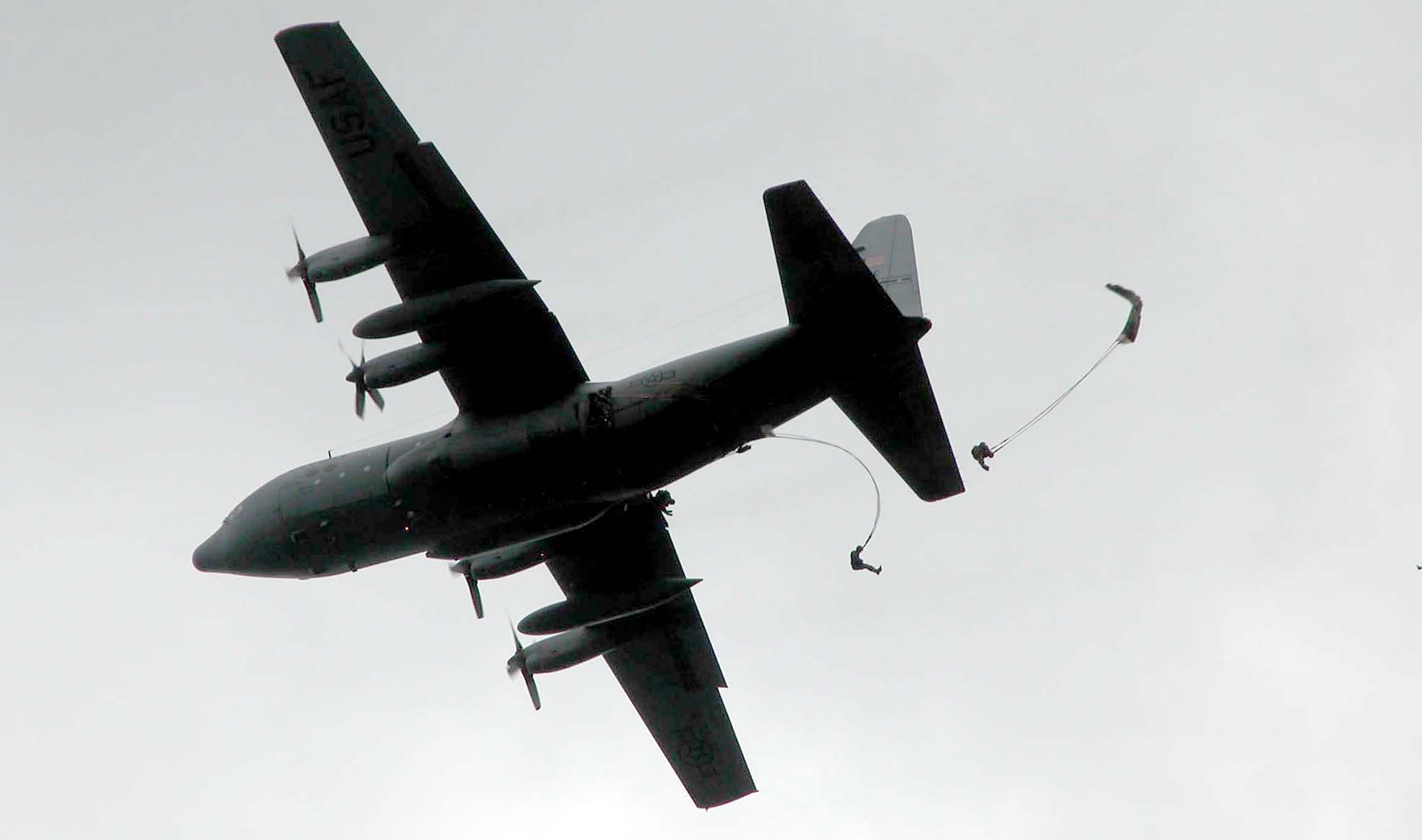
C-130 Hercules setzt Fallschirmspringer ab

Auf dem Pope Field sind folgende Einheiten stationiert:
- 18th Air Support Operations Group
  -  14th Air Support Operations Squadron
  -  18th Weather Squadron
  -  682 Direct Air Support Operations Squadron
- 720th Special Tactics Group
  -  21st Special Tactics Squadron
- 724th Special Tactics Group
  -  24th Special Tactics Squadron
- 352nd BATS Combt Control School
- 427th Special Operations Squadron
- 43rd Air Mobility Operations Group
  -  43d Air Base Squadron
  -  43d Air Mobility Squadron
  -  43d Comptroller Squadron
  -  43d Operations Support Squadron
  -  43rd Medical and Dental Squadron

## Geschichte
1918 wurde der Flugbetrieb mit Doppeldeckern und Fesselballons nördlich des damals neu eingerichteten Artillerieübungsgeländes in „Camp Bragg“, aufgenommen. Das damalige Flugfeld von Camp Bragg wurde nach Lieutenant Harley Halbert Pope benannt („Pope Field“), der bei einem Flugzeugabsturz im Januar 1918 nahe dem Cape Fear River nördlich von Fayetteville (North Carolina) ums Leben kam.
1919 wurden Teile der 276th Aero Squadron erstmals auf dem ehemaligen Flugfeld von Camp Bragg stationiert. Dennoch fand auf der Basis für die nächsten Jahre vorerst nur Flugbetrieb für Artilleriebeobachtung, Waldbrandprävention und Posttransport statt.
Anfang der dreißiger Jahre wurde der Stützpunkt zum ersten Mal massiv ausgebaut. 1935 waren im Rahmen einer Übung sogar die enorme Anzahl von 535 Flugzeugen für einen Tag auf ihm versammelt.
1940 erhielt die Basis erstmals asphaltierte Startbahnen. In den folgenden Kriegsjahren entwickelte sich die Pope AFB zum Lufttransportzentrum und zur Drehscheibe für die Verlegung der neu aufgestellten Fallschirmjäger-Verbände des Nachbarstützpunktes Fort Bragg. Hier wurden die taktischen und logistischen Grundlagen für den Einsatz dieser neuen Waffengattung der Army entwickelt.

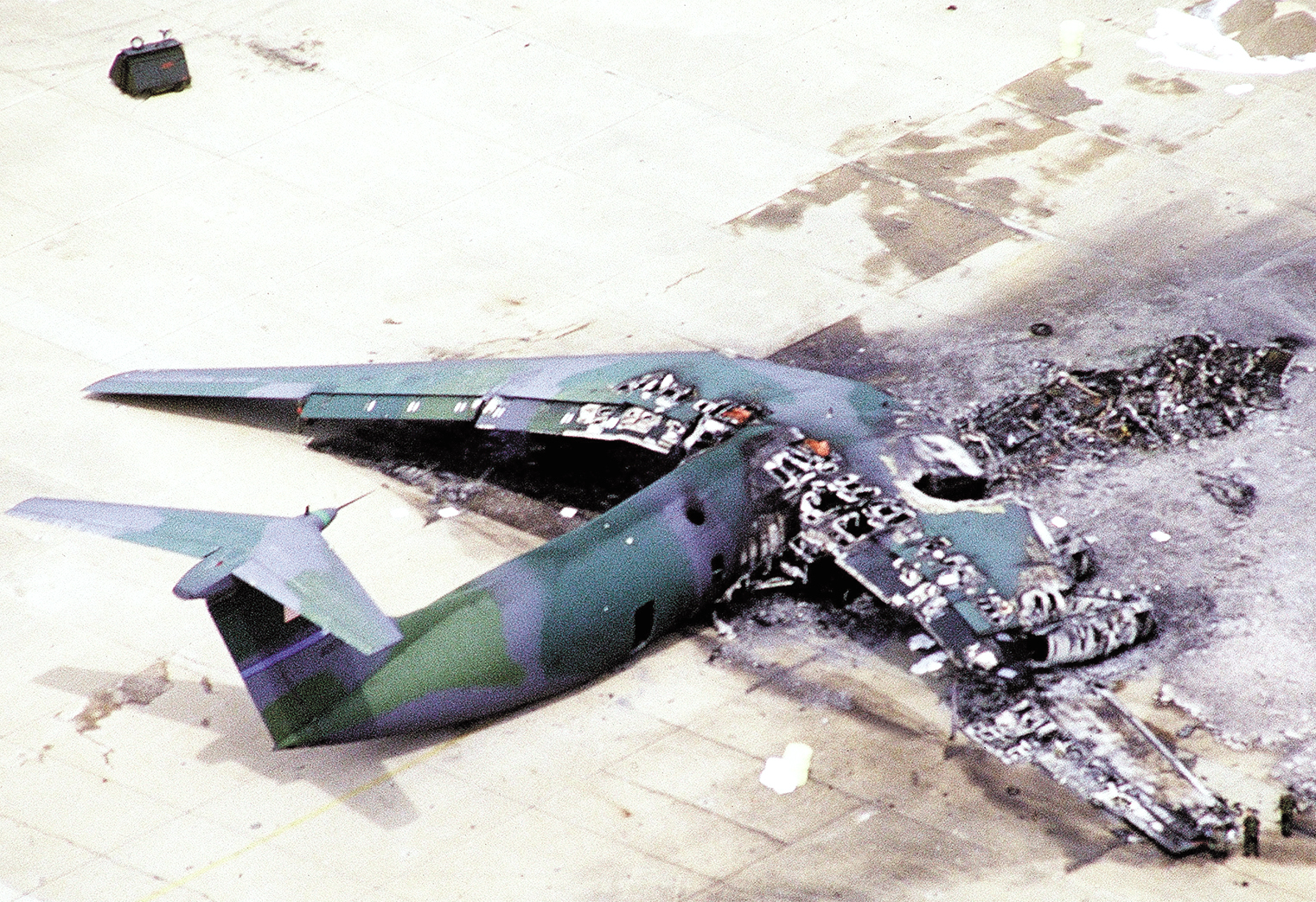
Unglück vom März 1994 mit dem zerstörten Transportflugzeug vom Typ C-141 auf dem Flugfeld

1947, nach der Gründung der US Air Force, wurde aus dem „Pope Field“ die Pope AFB.
1950 wurde Pope AFB zum Hauptquartier der 9th Air Force und zum Ausbildungszentrum für vorgeschobene Militärfluglotsen für den Einsatz im Koreakrieg.
In den fünfziger und sechziger Jahren wurde von dem dort stationierten 464th Troop Carrier Wing (Lufttransportgeschwader) alle neuen Baumuster von Transportflugzeugen erprobt und geflogen, z. B. die Fairchild C-119, die Fairchild C-123 und ab 1963 auch die heute noch eingesetzte Lockheed C-130 Herkules.
Während des Vietnamkrieges wurde die Pope AFB zum Hauptausbildungszentrum für C-130-Crews, da sie mit ihren in der Nähe befindlichen Testarrealen für Abwurfoperationen (z. B. Ladung oder Fallschirmjäger), Tiefflugzonen und den immer noch existierenden unbefestigten Flugfeldteilen ideal dazu geeignet war, die in Vietnam herrschenden Einsatzbedingungen zu simulieren.
1971 wurde 464th Troop Carrier Wing aufgelöst und das 317th Tactical Airlift Wing nach Pope verlegt.
Am 23. März 1994 kam es auf dem Flugfeld zum Zusammenstoß eines F-16 Kampfflugzeugs mit einem Transportflugzeug vom Typ C-141 Starlifter, das mit mehreren Fallschirmjägern besetzt war. Bei dem Unglück kamen 21 Soldaten ums Leben, und über 100 wurden verletzt.
Mit dem Base Realignment and Closure act (deutsch: Gesetz zur Neuausrichtung und Schließung von Stützpunkten) begann im Jahr 2006 die Umstrukturierung der Pope Air Force Base und den dort stationierten Einheiten. Der 23rd Wing wurde auf die Moody Air Force Base verlegt, der 43rd Airlift Wing deaktiviert und mehrere kleinere Einheiten zur Little Rock Air Force Base verlegt. Am 1. März 2011 wurde die Pope Air Force Base offiziell in Pope Field umbenannt und das Flugfeld in Fort Bragg eingegliedert.

## In der Nähe befindliche militärische Stützpunkte
- Camp Mackall
- Mackall Army Airfield
- Simmons Army Airfield